# ロスコー風力発電所
ロスコー風力発電所（ロスコーふうりょくはつでんしょ、英語: Roscoe Wind Farm）は、アメリカ合衆国南部のテキサス州のノーラン郡のロスコーに設置されている風力発電所である。E.ON Climate & Renewablesが、所有・運営を行っている世界最大級の風力発電所で、627基の風力原動機を備え、781.5MWの発電容量を持つ。完成当時は発電容量が735.5 MWのホースホロー風力エネルギーセンターを抜いて世界最大の風力発電所であった。この記録は現在では1,020MWの発電容量を持つカリフォルニア州のアルタウインドエナジーセンターに更新されている。
発電所は4段階に分けられて建設された。第1段階として2008年に三菱製1MW発電機209基を建設。同じく2008年に第2段階(Champion)でシーメンス製2.8MW発電機55基を建設。2009年半ばに第3段階(Pyron)でGE製1.5MW発電機166基を建設。そのすぐ後に第4段階(Inadale)で三菱製1MW発電機197基を建設している。
計画予算は10億ドル以上で、テキサスの平均的な家庭25万世帯分を超える電力を供給できる。フォートワースの西320km程の位置にあり、面積は100,000エーカー (400 km2)でテキサスの4つの郡にまたがっている。
地元の綿農家、Cliff Etheredgeが計画の立ち上げを助けている。規模が大きいことに加え、計画からロイヤルティーを得ることが見込まれる地主の数が400超と多数であったことから発電所は注目されていた。そして、この発電所はテキサス州西部や回廊地帯などの地元経済の活性化に貢献している。

## 註
1. 1 2 3  O'Grady, Eileen. E.ON completes world's largest wind farm in Texas Reuters, October 1, 2009.
2. ↑  EC&R Completes 780-MW Roscoe Wind Farm Renewable Energy World, 2 October 2009.
3. ↑  E.ON Delivers 335-MW of Wind in Texas Renewable Energy World, 23 September 2008.
4. ↑  American Wind Energy Association. U.S. Wind Energy Industry Installs over 2,800 MW in First Quarter
5. ↑  John Burnett. Winds of Change Blow into Roscoe, Texas NPR, November 27, 2007.